# Подвздошная мышца
Подвздошная мышца (лат. musculus iliacus) — мышца внутренней группы мышц таза.

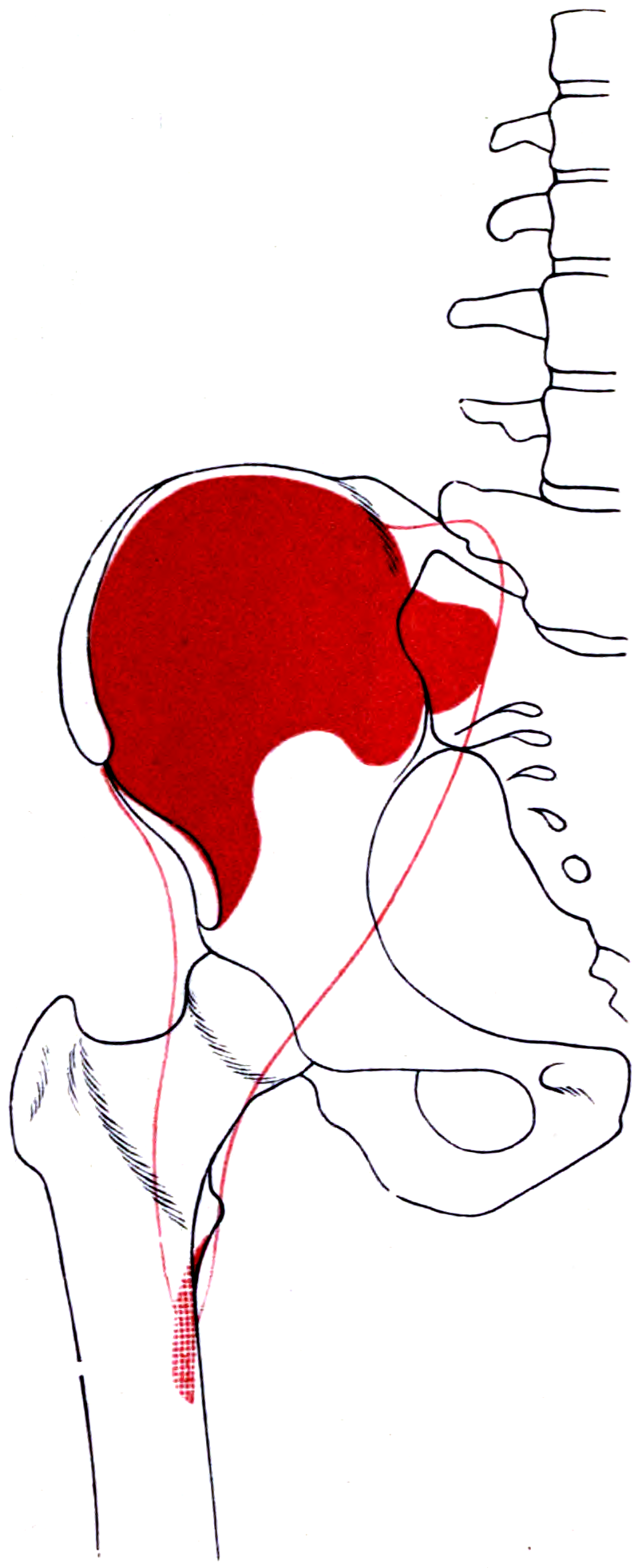
Места прикрепления и проекция расположения правой подвздошной мышцы

Заполняет всю подвздошную ямку начинаясь от её стенок крыла подвздошной кости. По форме мышца приближается к треугольнику, вершиной обращённому книзу. Пучки, составляющие мышцу, веерообразно сходятся к пограничной линии таза и сливаются с пучками большой поясничной мышцы (лат. m. psoas major) образуя подвздошно-поясничную мышцу (лат. m. iliopsoas).

## Функция
Мышца по своей сути является одной из головок лат. m. iliopsoas. Её функция аналогична функции данной мышцы.